# 齐振林
齐振林（?—?）字晓山，直隶省蠡县人。清朝及中华民国军事人物。

## 生平
齐振林早年毕业于天津北洋武备学堂，后加入新建陆军，历任北洋常备军执法处科员、二等军需长等职务。
中华民国成立后，1912年任北京政府陆军部佥事，1916年任陆军部军学司司长，1919年12月任陆军部参事。1925年12月任陆军部次长，后于1926年去职。